# シャルル・ド・フレシネ

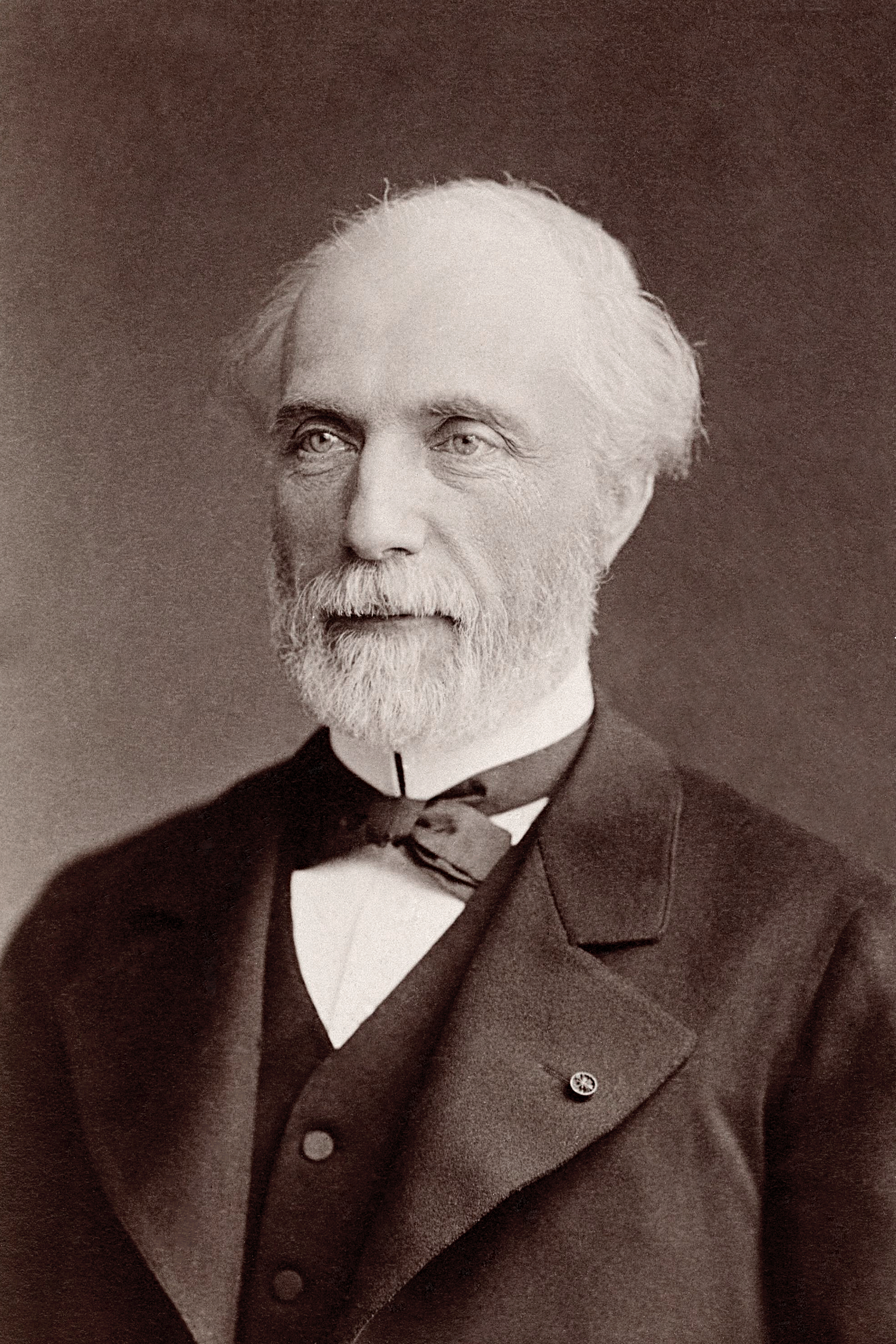
シャルル・ド・フレシネの写真。ナダール撮影、1880年。

シャルル・ルイ・ド・ソルス・ド・フレシネ（フランス語: Charles Louis de Saulces de Freycinet、1828年11月14日 - 1923年5月14日）は、フランスの政治家。フランス第三共和制時代、4期に渡り首相を務めた。

## 生涯

### 生い立ち
1828年11月14日、フォワで生まれた。エコール・ポリテクニークを卒業後、官界に入り鉱山関係の行政官として経歴を積んだ。1858年に南部鉄道会社の交通責任者に就任して組織力を示したが、1862年に技術部門に戻り、1866年に監察長官(inspector-general)に昇進した。その後、科学技術関係でイギリスなど各国を訪問、1867年にはイギリスでの経歴をもとに『イングランドの工場における女性と子供の労働に関する記録』(Mémoire sur le travail des femmes et des enfants dans les manufactures de l'Angleterre)を執筆した。

### 普仏戦争期
1870年普仏戦争にフランスは敗北し、トロシュ将軍を首班とする臨時政府（国防政府）が成立すると、レオン・ガンベタの知遇を得、タルヌ＝エ＝ガロンヌ県知事に任命された。このとき、フレシネが持ち前の組織力を発揮した結果、ガンベタはドイツ軍に対抗する軍勢を次々と送ることができたが、ルイ・ドレール・ド・パラディヌ将軍との不和により結局オルレアンは陥落、さらにルイ・フェデルブ率いる軍勢の壊滅を招いた。

### 4度にわたる組閣
1876年にガンベタの推薦を得て元老院議員となり、翌1877年12月ジュール・デュフォール内閣で公共事業大臣として入閣した。公共事業大臣として私鉄の国有化と新線建設、そして運河の建設を推進した。続くウィリアム・アンリ・ワディントン内閣にも留任、ワディントンが首相を辞任するとその後任として首相と外務大臣に就任した。首相としてはパリ・コミューンに参加した人々に対する恩赦を決定したが、政教分離問題をめぐり後見人であるガンベタの支持を失い、内閣は1880年9月に総辞職した。1882年1日に第二次内閣を組閣、再び外務大臣を兼任した。ムハンマド・アリー朝エジプトで勃発したウラービー革命への介入をめぐり、イギリスによるアレクサンドリア砲撃への参加を拒否したことで、エジプトにおけるフランスの影響力を完全に失った。妥協案として砲撃の代わりにスエズ地峡の占領を提案したが、代議院での信任決議が417票対75票で否決されたため総辞職した。
1885年4月にアンリ・ブリッソン内閣の外務大臣となり、1886年1月に第三次内閣を組閣したときも外務大臣に留任した。積極的な内政改革案を引っさげて三度政権についたフレシネであったが、その本領は植民地獲得など外交面でむしろ発揮された。議会戦術も巧みとされたが、自派の分裂を防げず1886年12月3日に内閣総辞職をした。1887年に二度組閣に失敗した後、同年の大統領選挙に立候補するが、その日和見的な態度が急進派に嫌悪され、結局、同じく穏健共和派に属するマリー・フランソワ・サディ・カルノーに敗れた。

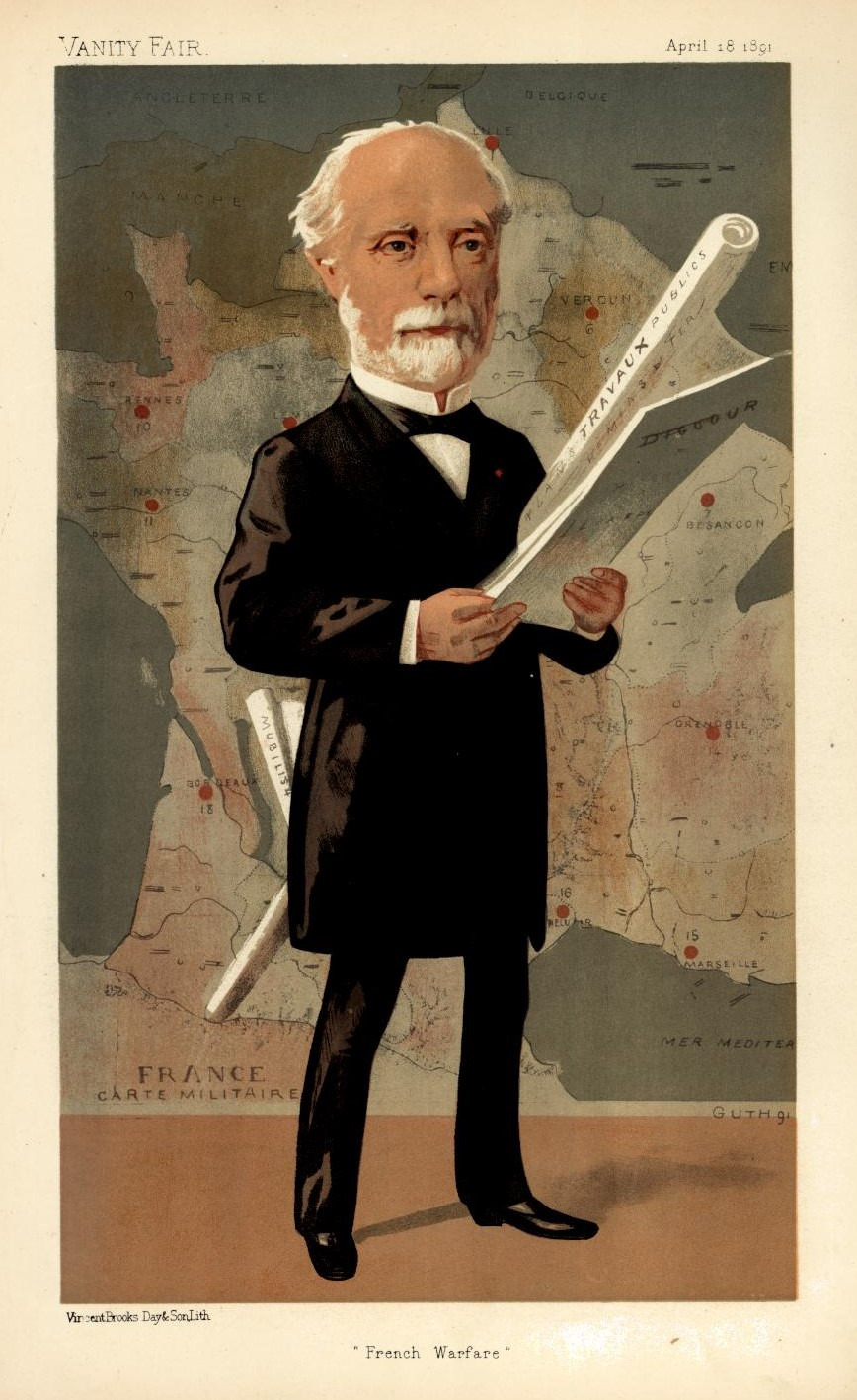
『バニティ・フェア』1891年4月18日号でのカリカチュア。

1888年4月にシャルル・フロケ内閣の陸軍大臣に就任したが、文民による陸軍大臣就任は1848年のフランソワ・アラゴ以来だった。以降5年間、合計で5つの内閣（フロケ内閣、ピエール・ティラール内閣、自身の第四次内閣、エミール・ルーベ内閣、アレクサンドル・リボ内閣）の陸軍大臣を務め、兵役3年制、参謀本部の設立などの政策を推進した。1890年3月に第四次内閣を組閣、1892年2月まで続いたが、2年間の内閣期を通して宗教問題に悩まされ、内閣が倒れたのも宗教法案の採決で敗北したことが理由だった。パナマ運河疑獄で自身の潔白を完全に証明できなかったため陸軍大臣を辞任した。その後、1898年11月にシャルル・デュピュイ内閣の陸軍大臣に就任したが、1899年5月6日に辞任した。

### 晩年
1882年にフランス科学アカデミー会員に、1890年にアカデミー・フランセーズ会員に選出された。1923年死去。

## 著作
- Traité de mécanique rationnelle (1858)
- De l'analyse infinitésimale (1860, revised ed., 1881)
- Des pentes économiques en chemin de fer (1861)
- Emploi des eaux d'égout en agriculture (1869)
- Principes de l'assainissement des villes (1870)
- Traité d'assainissement industriel (1870)
- Essai sur la philosophie des sciences (1896)
- La Question d'Égypte (1905)